# Hugh Nibley

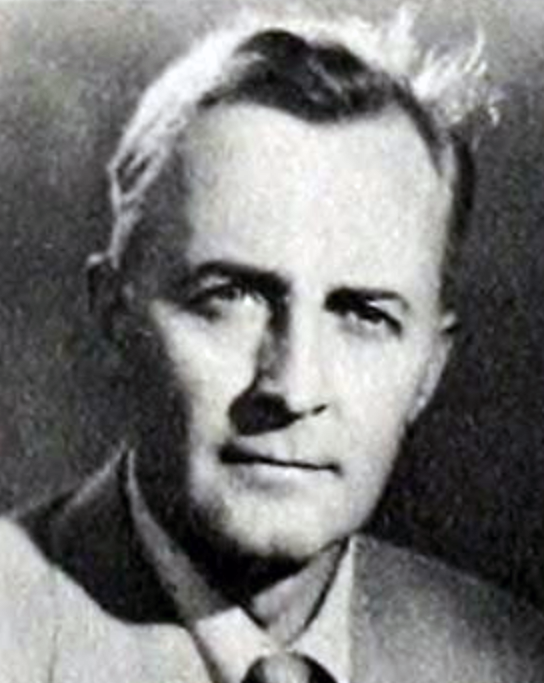
Foto von Hugh Nibley

Hugh Winder Nibley (* 27. März 1910 in Portland, Oregon; † 24. Februar 2005 in Provo, Utah) war ein US-amerikanischer Autor, mormonischer Apologet und Professor an der Brigham Young University. Seine apologetischen Arbeiten sind innerhalb der mormonischen Gemeinschaft hochangesehen, obwohl sie nicht die offiziellen Positionen der Kirche Jesu Christi der Heiligen der Letzten Tage sind. Seine Arbeiten versuchen, die archäologischen, linguistischen und historischen Behauptungen von Joseph Smith zu unterstützen.
Er war ein erfolgreicher Autor und Professor für die Bibel und die mormonischen heiligen Schriften, von dem man annimmt, dass er polyglott war. Nibley schrieb und lehrte über die mormonischen heiligen Schriften und die Lehren des Mormonentums. Seine Artikel erschienen in den Zeitschriften der HLT-Kirche.

## Biographie

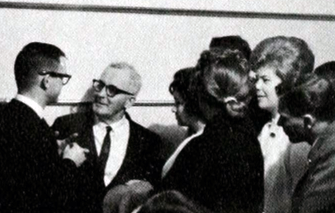
Hugh Nibley trifft sich mit Studenten der Brigham Young University im Jahr 1963

Hugh Nibley wurde in Portland (Oregon) als Kind von Alexander Nibley und Agnes Sloan geboren. Im Alter von 17 Jahren diente Nibley als Missionar zweieinhalb Jahre lang in Deutschland. Von dem Jahr 1927 bis zum Jahr 1930 berichten Nibleys Memoiren, dass ein Apostel die Missionare dazu aufrief, die Deutschen zu warnen, umzukehren oder vom Feuer verbrannt zu werden. Eine Frau in Karlsruhe wurde so wütend auf Nibley, dass sie ihn mit einem Fleischermesser jagte, als er ihr von dieser Prophezeiung erzählte. Als Nibley im Jahre 1945 nach Deutschland zurückkahm sah er viele Städte zerstört, sogar die Metzgerei, von der die Frau ihr Messer hatte.
Nibley trug sich in die University of California, Los Angeles ein und erlangte im Jahre 1938 an der University of California, Berkeley das Ph.D. mit der Note summa cum laude.
Während des Zweiten Weltkriegs diente er in der US-Armee in der 101st Airborne Division (Vereinigte Staaten) als Master Sergeant.
Nachdem er vom Krieg heimkehrte, heiratete er im September 1946 Phyllis Draper. Das Paar hatte acht Kinder.
Auf Verlangen des Apostels John A. Widtsoe wurde er im Jahre 1946 Professor an der Brigham Young University und lehrte Geschichte, Sprachen und Religion. Er trat im Jahre 1975 von seiner Stelle zurück und arbeitete als emeritierter Professor weiter bis zum Jahre 1994. Er arbeitete weiter an seinem Meisterwerk zum Buch Abraham, das er One Eternal Round nannte.
In den letzten zwei Jahren seines Lebens war er durch Krankheit ans Bett gefesselt. Er starb am 24. Februar 2005, im Alter von 94 Jahren, in seinem Haus in Provo. Er hatte Ende 2002 sein letztes Werk der Foundation for Ancient Research and Mormon Studies übergeben. Seine Tochter Martha Beck warf ihm sexuellen Missbrauch vor. Nibley und seine weiteren Söhne und Töchter lehnten aber Marthas Vorwürfe entschieden ab.

### Soziale und politische Ansichten

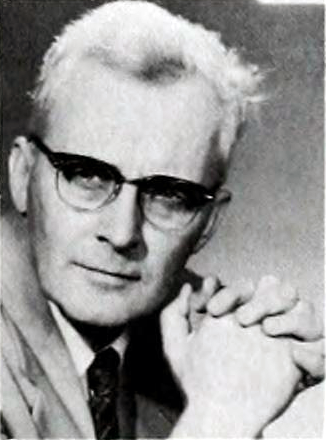
Foto von Nibley aus dem Jahr 1959

Nibley war ein aktiver Demokrat und Umweltschützer, der die Beschlüsse der Republikanischen Partei oft kritisierte. Er war ein entschiedener Gegner des Vietnamkriegs und in seinem Buch Approaching Zion kritisiert er den Kapitalismus und den Sozialismus.
Nibley kritisierte auch den Ehrenkodex der Brigham Young University in Bezug auf Frisuren und Kleidung.
Nibley kritisierte außerdem die Akzeptanz von Kitsch über Hochkunst in der mormonischen Kultur und das Demolieren von Bauwerken der Pioniere.

## Wissenschaftliche Arbeit
Nibley gehört zusammen mit B. H. Roberts zu den einflussreichsten mormonischen Apologeten. Seine Arbeit wurde von den protestantischen Wissenschaftlern Mosser und Owen gelobt. Nibley forschte zu den Themen antikes Ägyptisch, Hebräisch und frühe christliche Geschichte. Er notierte seine Ergebnisse in einer Form von Steno. Nibley verstand viele Sprachen und bestand darauf, die relevanten primären und sekundären Quellen im Original zu lesen. Ein Kollege an der BYU sagte über ihn, dass er mehr vergleichende Literatur studiert, als Geschichte. Seine Methologie zu dem Thema Enoch wurde wissenschaftlich untersucht.
Nibley schrieb auch über die Tempel der Kirche Jesu Christi der Heiligen der Letzten Tage, Enoch und Gemeinsamkeiten zwischen gnostischen und mormonischen Glaubensansichten. Er äußerte sich auch zu dem Buch No Man Knows My History. Er schrieb viele wissenschaftliche Artikel. Seine Doktorarbeit schrieb er über die römischen Festspiele. Seine Arbeiten wurden veröffentlicht in den Magazinen: Classical Journal, Western Political Quarterly, Western Speech, Jewish Quarterly Review, Church History, Revue de Qumran, Vigililae Christianae, The Historian, The American Political Science Review, und der Encyclopaedia Judaica. Sein vielleicht kontroversestes Essay war "The Passing of the Church: Forty Variations on an Unpopular Theme," aus dem Jahre 1961. Er forschte nach Übersetzungen für einige wichtige arabische und ägyptische Wörter.

### Kritik
Einige Wissenschaftler kritisierten Nibley, er würde die Quellen falsch interpretieren und schlecht zitieren. Shirley S. Ricks verteidigte ihn zu diesen Punkten. Auch wurde über Nibley geschrieben, dass er die "Eigenschaft hat, das Große und Ganze zu sehen" und dass er die "Quellen sehr gut benutzt".
Nibley wurde auch kritisiert, dass er die Beweise von weit entfernten Kulturen und Epochen nimmt, ohne Begründung. Nibley wird vorgeworfen, dass er Parallelen entdeckt zwischen dem Buch Mormon und anderen antiken Texten, die keine historische Basis haben.

### Studenten
Erwähnenswerte Studenten von Nibley sind Krešimir Ćosić, Avraham Gileadi, John Gee, und Benjamin Urrutia.

## Veröffentlichungen
1. Old Testament and Related Studies; ISBN 0-87579-032-1 (Hardcover, 1986)
2. Enoch the Prophet; ISBN 0-87579-047-X (Hardcover, 1986)
3. The World and the Prophets; ISBN 0-87579-078-X (Hardcover, 1987)
4. Mormonism and Early Christianity; ISBN 0-87579-127-1 (Hardcover, 1987)
5. Lehi in the Desert/The World of the Jaredites/There Were Jaredites; ISBN 0-87579-132-8 (Hardcover, 1988)
6. An Approach to the Book of Mormon; ISBN 0-87579-138-7 (Hardcover, 1988)
7. Since Cumorah; ISBN 0-87579-139-5 (Hardcover, 1988)
8. The Prophetic Book of Mormon; ISBN 0-87579-179-4 (Hardcover, 1989)
9. Approaching Zion; ISBN 0-87579-252-9 (Hardcover, 1989)
10. Ancient State: The Rulers & the Ruled; ISBN 0-87579-375-4 (Hardcover, 1991)
11. Tinkling Cymbals and Sounding Brass: The Art of Telling Tales about Joseph Smith and Brigham Young; ISBN 0-87579-516-1 (Hardcover, 1991) (includes No, Ma'am, That's Not History)
12. Temple and Cosmos: Beyond This Ignorant Present; ISBN 0-87579-523-4 (Hardcover, 1992)
13. Brother Brigham Challenges the Saints; ISBN 0-87579-818-7 (Hardcover, 1994)
14. Abraham in Egypt; ISBN 1-57345-527-X (Hardcover, 2000)
15. Apostles and Bishops in Early Christianity; ISBN 1-59038-389-3 (Hardcover, 2005)
16. The Message of Joseph Smith Papyri: An Egyptian Endowment; ISBN 1-59038-539-X (Hardcover, 2006)
17. Eloquent Witness: Nibley on Himself, Others, and the Temple; ISBN 1-60641-003-2 (Hardcover, 2008)
18. An Approach to the Book of Abraham; ISBN 1-60641-054-7 (Hardcover, 2009)
19. One Eternal Round; ISBN 1-60641-237-X (Hardcover, 2010)

## Bücher über Nibley
- Sergeant Nibley, Ph.D.: Memories of an Unlikely Screaming Eagle. Die Memoiren von Nibley während des Zweiten Weltkriegs, am Ende des Jahres 2006 veröffentlicht. Es trägt den Untertitel "Hugh Nibley and Alex Nibley" und zeigt die Erlebnisse Nibleys, wie sie von seinem Sohn Alex geschrieben wurden.
- Hugh Nibley: A Consecrated Life - The Authorized Biography of Hugh Nibley. Geschrieben von seinem Schwiegersohn, Boyd Jay Petersen, und im Jahre 2002 veröffentlicht von Kofford Books ISBN 1-58958-020-6. Dies ist bis jetzt die einzige komplette und offizielle Biographie Nibleys.